# Victoria (Chili)
Pour les articles homonymes, voir Victoria.
Victoria est une ville et une commune du Chili faisant partie de la Province de Malleco au Chili, elle-même rattachée à la région d'Araucanie.

Position de Victoria (en rouge) au sein de la Région d'Araucanie.